# Populační fond OSN
Populační fond OSN (anglicky: United Nations Population Fund, zkráceně UNFPA) je jednou z odborných organizací při OSN. Podporuje především právo každého muže, ženy a dítěte na spokojený a zdravý život s rovnými příležitostmi. Hlavním zdrojem dat pro tuto práci jsou demografické průzkumy a výsledky sčítání lidu. UNFPA zároveň podporuje země ve využívání populačních dat pro vytváření programů na snížení chudoby, zajištění bezpečného mateřství a snižování počtu HIV pozitivních. Práce fondu zahrnuje také zlepšování reprodukčního zdraví skrze zásobování a služby, nabízené menšinám, migrantům a uprchlíkům. V posledních letech se fond proslavil svou kampaní proti ženské obřízce.
Financování fondu probíhá výhradně z dobrovolných příspěvků, které v roce 2010 dosáhly 870 milionů dolarů.

## Historie
UNFPA byl založen roku 1969 z podnětu Valného shromáždění jako Fond spojených národů pro populační aktivity. Název byl změněn v roce 1987. Původně UNFPA spadal pod Fond rozvoje OSN, ale v roce 1971 by přemístěn přímo do správy Valného shromáždění. Nyní UNFPA podporuje programy ve více než 150 zemích a oblastech světa a je největším mezinárodně financovaným zdrojem rozvojové pomoci v oblasti populace a související problematiky.

## Vedení

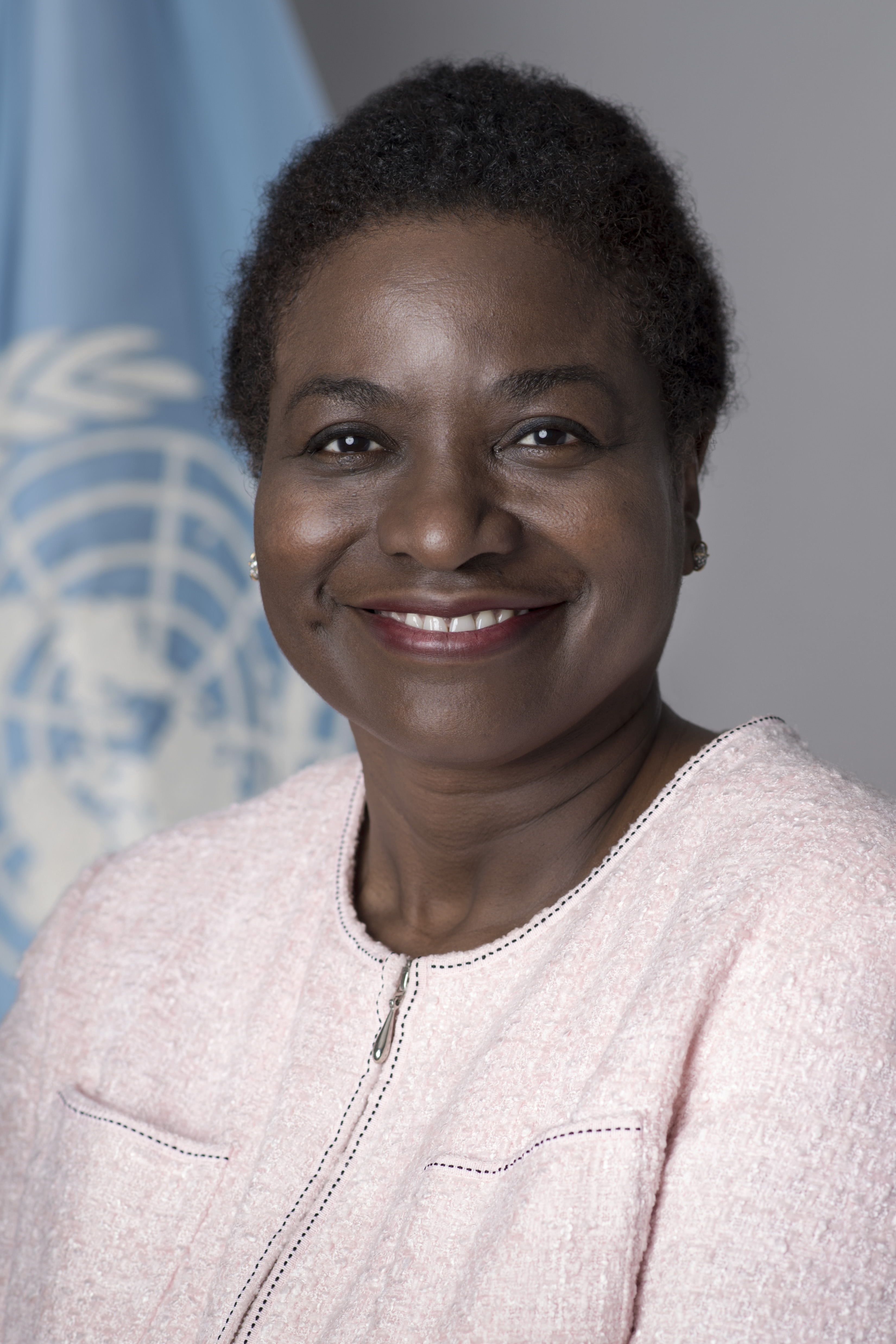
Dr. Natalia Kanem

Současným výkonným ředitelem UNFPA je dr. Natalia Kanem Panama. UNFPA je také reprezentována vyslanci dobré vůle. Těmi jsou různé známé osobnosti, které fungují jako obhájci lidských práv. Jedním z nich je i švýcarský psychiatr a vzduchoplavec Bertrand Piccard.

## Úloha UNFPA
Od založení se fond snaží hlavně o podporu práva všech na zdravý život s rovnými příležitostmi. Po podpisu Deklarace tisíciletí (The United Nations Millennium Declaration) v září 2000 soustředil fond svou činnost na splnění Rozvojových cílů tisíciletí.
Jedná se tedy o snížení mateřské a kojenecké úmrtnosti, snížení násilí páchaného na ženách a zároveň zvýšení rovnoprávnosti žen, zvýšení naděje dožití v rozvojových zemích a zabránit šíření pohlavně přenosných chorob. Snaží se také zajistit každé ženě právo na naplánování rodinného života, rozhodnutí o počtu dětí a zabránit nechtěným těhotenstvím.

## Přístup ke zdravotní péči
Fond podporuje holistický přístup k reprodukčnímu lékařství. To zahrnuje přístup k bezpečným a dostupným metodám antikoncepce, poradenským službám, prenatální a postnatální péči. UNFPA zastává názor, že možnost výběru v otázce reprodukčního zdraví naprosto zásadně ovlivňuje stavbu a vývojové trendy světové populace.

## Rok 2011 a zpráva State of the World Population 2011
26. října 2011 vydal UNFPA zprávu State of World Population 2011, ve které uvádí, že 31. října 2011 dosáhla světová populace 7 miliard lidí. Nejedná se ale přímou populační studii, spíše jde o život a možnosti ve světě obývaném 7 miliardami lidí. Jednotlivé kapitoly se pak věnují:
- Mladé generaci, která bude mít zásadní vliv na budoucí světový vývoj
- Bezpečnosti, ekonomické síle a nezávislosti ve stáří
- Faktorům ovlivňující plodnost
- Migrace a její důsledky
- Budoucí rozvoj městské zástavby
- Udržitelnost a sdílení přírodních zdrojů
- Splnění Káhirské programu z roku 1994, který by měl do roku 2015 zajistit všeobecný přístup ke službám, které jsou spojeny s reprodukčním zdravím, včetně rodinného plánování a sexuálního zdraví